# خيسوس ديل مورو
خيسوس ديل مورو (بالإسبانية: Jesús del Muro)‏ هو مدرب كرة قدم ولاعب كرة قدم مكسيكي في مركز الدفاع، ولد في 30 نوفمبر 1937 في غوادالاخارا في المكسيك. شارك مع منتخب المكسيك لكرة القدم. أما مع النوادي، فقد لعب مع تيبورونيس روخوس دي فيراكروز وكروز آزول ونادي أطلس ونادي ديبورتيفو تولوكا.

## وصلات خارجية
- خيسوس ديل مورو على موقع الاتحاد الدولي (مؤرشف)  (الإنجليزية)
- خيسوس ديل مورو على موقع قاعدة بيانات كرة القدم.إي يو (الإنجليزية)
- خيسوس ديل مورو على موقع ناشيونال فوتبول تيمز (الإنجليزية)
- خيسوس ديل مورو على موقع Soccerway.com (الإنجليزية)